# مطالعه همباشی سراسرژنوم
مطالعهٔ همباشی سراسرژنوم یا مطالعهٔ همبستگی سراسرژنوم (به انگلیسی: genome-wide association study) (کوتاه‌شده: GWAS جی‌دبلیواِی‌اس یا GWA study) در دانش ژنتیک یک بررسی سراسری ژنوم بر روی مجموعه‌ای از تنوّع‌های ژنتیکی فردی در افراد مختلف است. هدف این بررسی مقایسه، و نتیجه‌گیری، و در نهایت رسیدن به رابطه‌های مشترک، و گونه‌ای همباش، همبستگی و وابستگی، میان وجود یک تنوع ژنتیکی، و بروز و ظهور یک ویژگی مشترک در بین دارندگان آن تفاوت ژنتیکی‌ ست.
این مطالعات معمولاً روی بررسی ارتباط بین همباشی چندریختی‌های تک-نوکلئوتیدی (SNP اس‌ان‌پی) و ویژگی‌هایی مانند بیماری‌های عمدهٔ انسانی متمرکز است اما داده‌های به‌دست آمده می‌تواند برای هر ارگانیسم زندهٔ دیگری نیز مورد استفاده قرار گیرد.

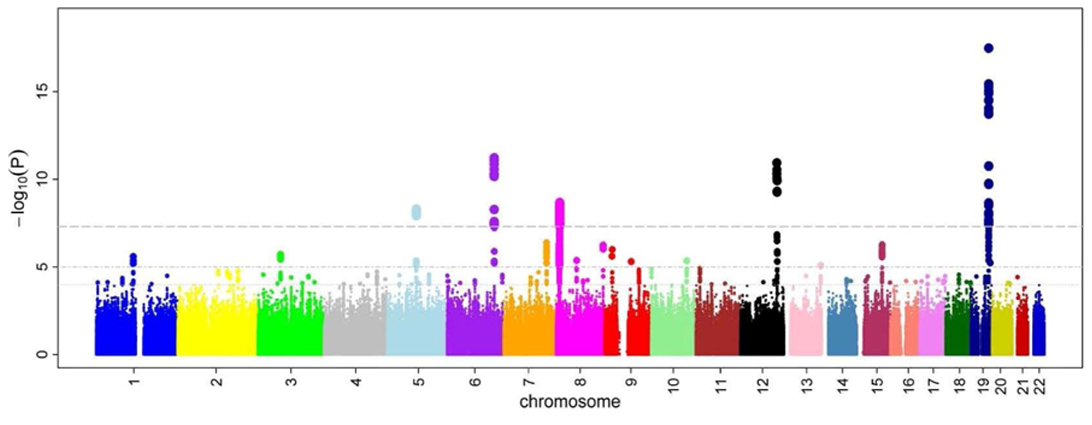
یک نمودار منهتن که چند جایگاه کروموزومی (loci) که به شدت آماده همبستگی با مکانیزم میکروسیرکولاسیون (جریان خون در عروق بسیار کوچک و انتهایی) هستند را به تصویر می‌کشد. هر نقطه نمایندهٔ یک چندریختی تک-نوکلئوتیدی (SNP) است که محور X نشان‌دهنده جایگاه ژنومیک چندریختی و محور Y منفی لگاریتم پی-مقدار را به عنوان تابعی از جایگاه کروموزومی نشان می‌دهد

زمانی که بررسی (جی‌دبلیواِی‌اس) روی داده‌های انسانی اعمال می‌شود، این بررسی‌ها دی‌ان‌اِیِ افراد شرکت‌کننده را که فنوتیپ‌های متفاوتی برای یک ویژگی یا بیماری دارند با هم مقایسه می‌کنند. شرکت‌کنندگان در یک مطالعهٔ (جی‌دبلیواِی‌اس) می‌توانند کسانی با داشتن بیماری (موارد مشخص) و افراد همسانی بدون (کنترل سابقه)، یا می‌توانند کسانی با فنوتیپ‌های متفاوتی برای یک (موردِ ویژه) باشند، مثلاً فشار خون. به این روش اول-فنوتیپ (phenotype-first) گفته می‌شود که در آن افراد ابتدا بر اساس ظاهر بالینی گروه‌بندی می‌شوند. شیوهٔ متقابل، روش اول-ژنوتیپ (genotype-first) مطرح است. بعد از این مرحله نمونهٔ ژنتیکی هر فرد؛ که همان دی‌ان‌ای است، استخراج می‌گردد، حال اگر تناوب یک آلل مربوط به یک تنوع خاص در گروه بیماران به‌طور معنی‌داری متداول‌تر از گروه شاهد باشد، مطالعه آن تنوع را با بیماری همبسته (همخوان یا مرتبط) خواهد خواند؛ بنابراین چندریختی‌های همبسته با بیماری برای نشانه‌گذاری نواحی مرتبط با بیماری استفاده می‌شوند. در این مطالعه به جای در نظر گرفتن نواحی محدودی در ژنوم که مستعد همبستگی با بیماری (یا ویژگی) هستند، کل ژنوم را در نظر می‌گیریم، بنابراین به این رویکرد، غیر-نامزد-محور (non-candidate-driven) می‌گوییم که در مقابل رویکرد نامزد-محور (candidate-driven) قرار می‌گیرد. مطالعات همباشی سراسرژنوم توانایی یافتن ژن‌هایی را که دلیل رخ‌دادن بیماری‌ها هستند ندارد، گرچه با این مطالعات می‌توان تنوّع‌های هم‌بسته با بیماری‌ها را تشخیص داد. (دقت کنید رابطهٔ علیّت هم ارز رابطه همبستگی نیست)
نتایج اولین مطالعه موفق در سال ۲۰۰۵ منتشر شد. این مطالعه روی بیمارانی صورت گرفت که به تحلیل‌رفتن عضلانی مرتبط با سن (age-related macular degradation) دچار بودند، دو چندریختی (اسنیپ) یافت شد که به شکل معنی‌داری در تناوب آلل با گروه شاهد تفاوت داشت.
از سال ۲۰۱۱ صدها یا هزاران نفر آزمایش شده‌اند، بیش از ۱۲۰۰ مطالعه همباشی سراسرژنوم انسانی روی بیش از ۲۰۰ بیماری و صفت صورت گرفته و تقریباً ۴۰۰۰ همبستگی برای چندریختی‌ها (اسنیپ) کشف شده‌اند. تعدادی از مطالعات با انتقاداتی مبنی بر نبود دقت در آزمایش همراه بوده‌اند، گرچه مطالعات جدید این مشکلات را مرتفع کرده‌اند. در هر حال روش‌های مورد استفاده مخالفانی دارد.

## پیش‌زمینه

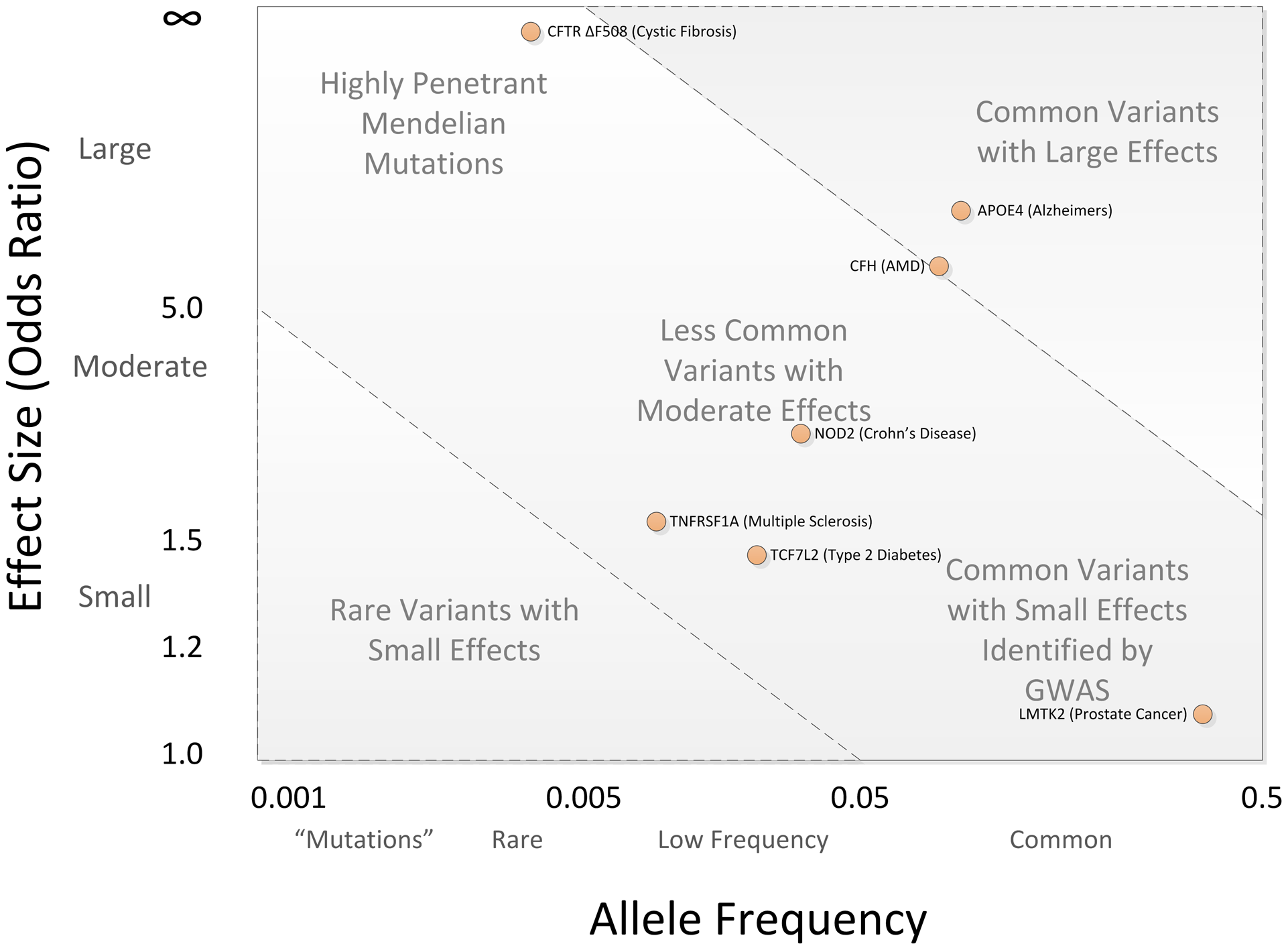
مطالعات همباشی سراسرژنوم به‌طور معمول تنوع‌های رایج با اندازه اثر کوچک را تشخیص می‌دهند (پایین سمت راست).

هر دو ژنوم انسان، در میلیون‌ها مورد با هم متفاوتند. این تفاوت به صورت‌های مختلفی وجود دارد. تفاوت‌های کوچک در تک نوکلئوتیدهای ژنوم که همان چندریختی‌ها هستند، تفاوت‌های بزرگتر مانند درج‌ها، حذف‌ها و تنوع‌های کپی-تعداد هر کدام از این تغییرات می‌توانند باعث دگرشکلی‌هایی در صفات یا فنوتیپ شوند که می‌تواند بیماری، یا هر صفت با نمود فیزیکی باشد. در حدود سال ۲۰۰۰، پیش از معرفی مطالعه همباشی سراسرژنوم، روش اولیه تحقیق در این زمینه از طریق پیوند ژنتیکی در خانواده‌ها بود. این روش به عنوان یک روش بسیار کارا برای مطالعه اختلالات تک ژنی (اختلالاتی که تنها یک ژن در رخ‌دادن آن‌ها دخیل است) شناخته می‌شد. در هر حال برای بیماری‌های رایج و پیچیده، نتایج حاصل از مطالعات پیوند ژنتیکی به سختی قابل تعمیم بودند. یک پیشنهاد جایگزین برای مطالعات پیوندی، مطالعه همبستگی ژنتیکی بود. این نوع مطالعه می‌پرسد آیا آلل یک تنوع ژنتیکی بیش‌تر از میزان مورد انتظار در افراد دارای فنوتیپ مورد علاقه یافت می‌شود یا نه. محاسبات اولیه روی توان آماری نشان دادند این رویکرد می‌تواند در تشخیص اثرهای ضعیف ژنتیکی بهتر عمل کند.
علاوه بر چارچوب مفهومی، چندین عامل دیگر هم مطالعات همباشی سراسرژنوم را ممکن کردند. یکی از این عوامل ظهور بیوبانک‌هاست، که مخزن اطلاعات ژنتیکی انسان هستند که به میزان چشم‌گیری هزینه و دشواری جمع‌آوری تعداد کافی از نمونه‌های زیستی برای مطالعه را کاهش داد. پروژه‌های زیستی بزرگ مانند پروژه بین‌المللی هپ‌مپ و پروژه ۱۰۰۰ ژنوم نیز با شناخت چندریختی‌های جدید به کمک مطالعات همبستگی آمدند.

## روش

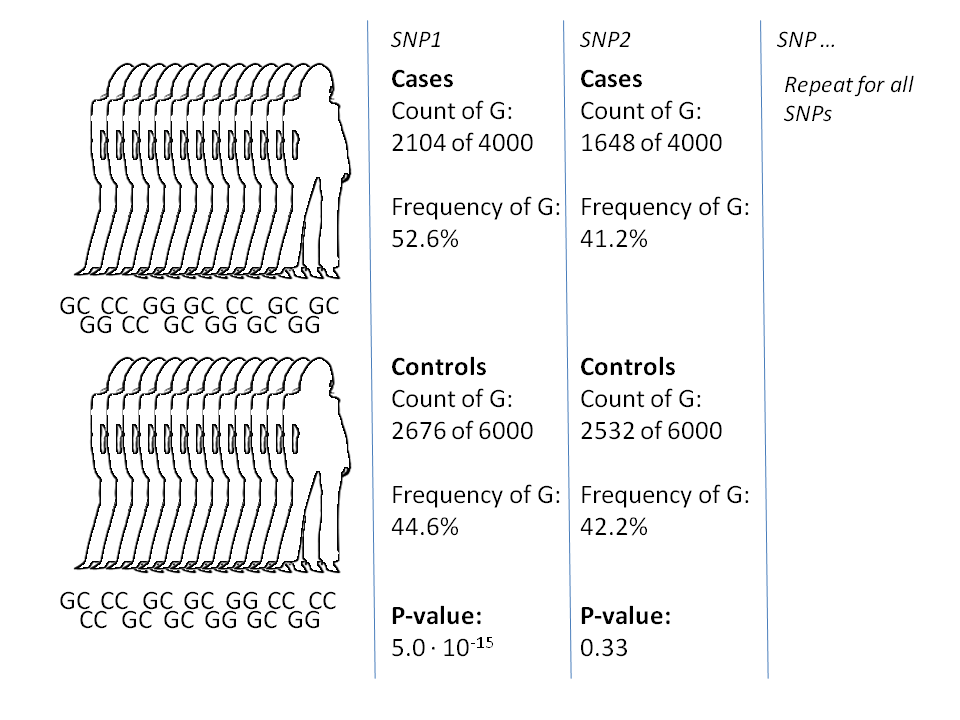
یک محاسبه نمونه که روش مورد-شاهد را در مطالعه همباشی سراسرژنوم نشان می‌دهد. تعداد آلل برای هر اسنیپِ اندازه‌گیری‌شده بررسی شده‌است و از تست خی-مربع برای بررسی همبستگی‌ها استفاده شده. این مثال از یک مطالعه روی بیماری عروق کرونر در سال ۲۰۰۷ برداشته شده‌است.

رایج‌ترین رویکرد در مطالعه همرباش سراسرژنوم روش مورد-شاهد است که دو گروه بزرگ از افراد که یکی سالم (شاهد) و دیگری متأثر از یک بیماری (مورد) هستند را مقایسه می‌کند. ژنوتیپ همه افراد در هر گروه برای رایج‌ترین اسنیپ‌های شناخته شده‌استخراج می‌شود. تعداد دقیق اسنیپ‌ها به تکنولوژی استخراج داده‌ها بازمی‌گردد، اما معمولاً این مقدار یک میلیون یا بیشتر است.
برای هر کدام از این اسنیپ‌ها این آزمون انجام می‌شود که آیا تناوب آلل به شکل معنی‌داری بین دو گروه مورد و شاهد متفاوت است یا نه. در چنین آزمونهایی واحد پایه برای بیان اندازه اثر، نسبت شانس (odds ratio) است. نسبت شانس نسبت دو شانس است که در زمینه مطالعه همبستگی سراسرژنوم شانس بیماری برای افرادی با یک آلل خاص و شانس بیماری برای افراد بدون همان آلل‌اند. زمانی که تناوب آل در گروه مورد (بیمار یا داری صفت خاص) بسیار بیشتر از گروه شاهد باشد، نسبت شانس به‌طور معنی‌داری بیشتر از یک خواهد بود و این رویه برای تناوب کمتر برعکس است. علاوه بر این، معمولاً یک پی-مقدار (P-value) برای معنی‌دار بودن نسبت شانس است توسط یک آزمون خی-دو (chi-squared test) ساده بدست می‌آید. پیدا کردن نسبت شانس‌هایی که به‌طور معنی‌داری با ۱ فاصله دارند هدف مطالعه سراسری ژنوم است زیرا این امر نمایانگر همبسته بودن اسنیپ (چندریختی) با بیماری خواهد بود.
انواع گوناگونی از رویکرد مورد-شاهد موجود است. یک جایگزین رایج برای مطالعه همبستگی مورد شاهدی، تحلیل داده‌های فنوتیپیک کمّی است، مثلاً قد یا غلطت زیست‌نشانها یا حتی بررسی میزان بیان ژنها. به‌طور مشابه، آمارههای جایگزین که برای غالب (dominant) و مغلوب (recessive) طراحی شده‌اند می‌توانند استفاده شوند. محاسبات مطالعه معمولاً با یک نرم‌افزار بیوانفورماتیکی مانند SNPTEST و PLINK انجام می‌شود که شامل انواع آمارهای قابل استفاده هستند
مطالعات پیشین همبستگی سراسرژنوم روی تک اسنیپ‌ها تمرکز می‌کردند. در حالی که آزمایش‌ها نشان می‌دهند که برهمکنشهای پیچیده‌ای بین دو یا چند اسنیپ روی می‌دهد که ممکن است در رخ‌دادن بیماری‌های پیچیده دخیل باشد که به این پدیده اپیستاسیس (epistasis) می‌گویند. به علاوه، محققان سعی می‌کنند تا داده‌های همبستگی سراسرژنوم را با بقیه داده‌های زیستی مثل شبکه برهمکنش‌های پروتئین-پروتئین مجتمع کنند تا بتوان نتایج حاوی اطلاعات بیشتری را بدست آورد.
یک گام کلیدی در اکثر مطالعات همباشی سراسرژنوم نسبت‌دادن ژنوتیپها به اسنیپ‌ها و نه به تراشه ژنوتیپ مورد استفاده در مطالعه است. این روند تا حد زیادی تعداد اسنیپ‌هایی که مورد آزمون می‌توانند قرار گیرند را افزایش می‌دهد، توان مطالعه را بالا می‌برد و فراتحلیل (meta analysis) را روی گروه‌های مختلف فراهم می‌کند. نسبت‌دادن ژنوتیپ با روش‌های آماری که داده‌های مطالعه را با یک منبع مرجع از هپلوتایپها ترکیب می‌کند، صورت می‌گیرد.
علاوه بر محاسبه همبستگی، رایج است که هر عامل که ممکن است به‌طور بالقوه نتیجه را مخدوش کند گزارش شود. جنسیت و سن رایج‌ترین عوامل مخدوش‌گر هستند. به علاوه، می‌دانیم که بسیاری از تمایزهای ژنتیکی با پیشینه تاریخی و جغرافیایی جوامع هم‌بسته‌اند. به دلیل این همبستگی، مطالعات باید پیشینه قومی و جغرافیایی شرکت‌کنندگان را گزارش کنند که به این فرایند تعیین قشر جامعه (population stratification) می‌گویند.
پس از آنکه نسب‌های شانس و پی-مقدارها برای همه اسنیپ‌ها محاسبه شدند، یک رویکرد رایج رسم یک نمودار منهتن است. در زمینه مطالعات همبستگی ژنوم، این نمودار منفی لگاریتم پی-مقدار را به عنوان تابعی از جایگاه کروموزومی، نشان می‌دهد؛ بنابراین اسنیپ‌هایی که با بالاترین سطوح همبستگی در نمودار مشخص می‌شوند. آستانه پی-مقدار برای سطح معنی‌دار بودن به خاطر مسائل چند-آزمونی تصحیح می‌شود. آستانه دقیق برای آزمایش‌های مختلف متفاوت است، اما معمولاً آستانه ۸-^۱۰ * ۵ برای سطح معنی داری در هر مقیاسی کار می‌کند.

## نتایج

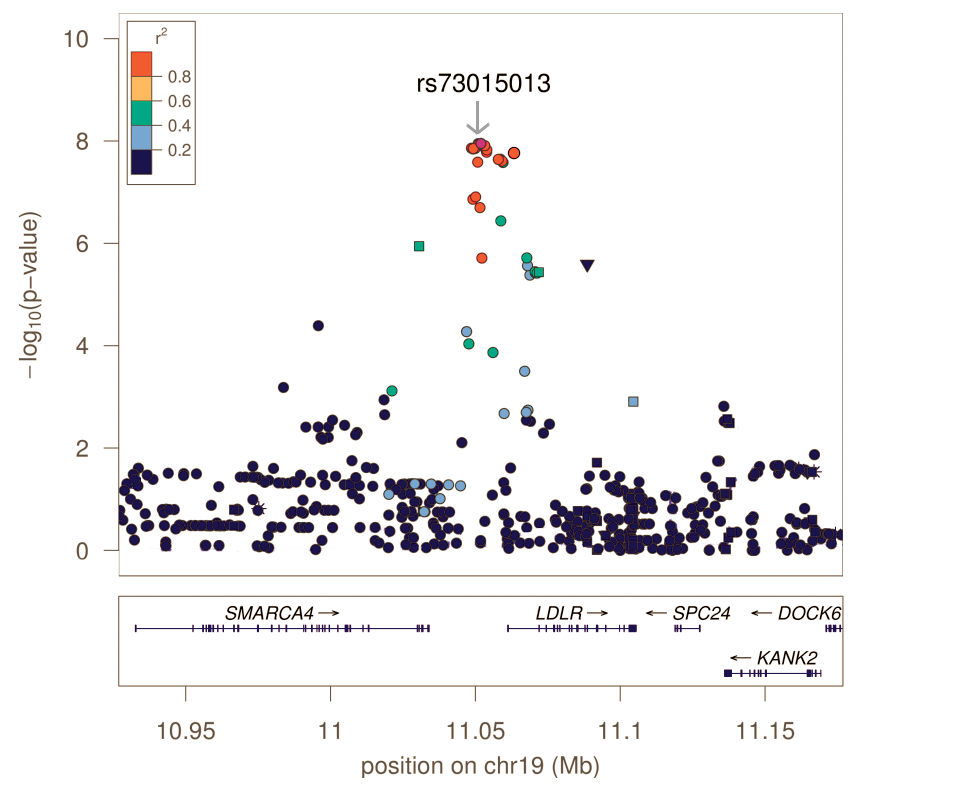
نمودار همبستگی ناحیه‌ای، نشان‌دهنده تک اسنیپ‌ها در ناحیه گیرنده LDL و همبستگی آنها با سطح هپلوتایپ است. نوع نمودار شبیه نمودار منهتن در بخش اول صفحه است اما برای ناحیه محدودتری از ژنوم. هپلوبلاک با مقیاس رنگ نشان داده‌شده‌است؛ و سطح همبستگی با محور Y نشان داده‌شده‌است. یک نقطه به نمایندگی از rs73015013 SNP (بالا-وسط) بالا است، چون این اسنیپ میزان خوبی از تمایزهای LDL-کلسترول را توصیف می‌کند.

تلاش‌هایی برای تهیه یک فهرست جامع از اسنیپ‌هایی که در مطالعات همبستگی سراسرژنوم شناخته شده‌بودند انجام شده‌است. از سال ۲۰۰۹، هزاران اسنیپ همبسته با بیماری‌ها شناخته شده‌اند.
اولین مطالعه همباشی سراسرژنوم، در سال ۲۰۰۵ انجام شد که در آن ۹۶ بیمار با تحلیل عضلانی مربوط به سن (ARMD) با ۵۰ شاهد مقایسه می‌شدند. در این مطالعه دو تا از اسنیپ‌هایی که به شکل معنی‌داری تناوب آن‌ها بین دو گروه متفاوت بود شناخته شدند. این اسنیپ‌ها روی فاکتور مکمل H قرار داشتند که یک دست‌آورد غیرمنتظره در مورد AMRD بود. یافته‌ها از این مطالعات اولیه به انجام پژوهش‌های کاربردی بیشتر سرعت بخشید. یکی دیگر از نقاط عطف تاریخ این مطالعات، مطالعه مورد-شاهدی کنسرسیوم ولکام تراست (WTCCC-Welcome Trust Case-Control Consortium) در سال ۲۰۰۷ بود که بزرگ‌ترین مطالعه همباشی سراسرژنوم است که تا به حال انجام شده‌است. این مطالعه شامل ۱۴٬۰۰۰ مورد (بیمار) مبتلا به هفت بیماری شایع (~۲٬۰۰۰ نفر برای هر کدام از عروق کرونر قلب، بیماریهای دیابت نوع ۱، با دیابت نوع ۲، با آرتریت روماتوئید، با بیماری کرون، با اختلال دو قطبی و فشار خون بالا) و ۳۰۰۰ مورد مشترک بود. این مطالعه موفق به کشف بسیاری از ژن‌های عامل این بیماری‌ها شد.
بعد از این مطالعات بسیار مهم اولیه، دو روند کلی وجود داشته‌است. یکی روند بررسی نمونه‌های بزرگ و بزرگ‌تر بوده‌است. در پایان سال ۲۰۱۱، بزرگ‌ترین نمونه‌ها در حدود ۲۰۰۰۰۰ نفر بود. دلیل این رویکرد این است که بتوانیم نسبت به نتایج فرض شده مطمئن‌تر باشیم. روند دیگر استفاده از فنوتیپ‌های با تعریف دقیق‌تر مانند چربی خون، پروانسولین یا زیست‌نشان‌گرهای مشابه بود. این فنوتیپ‌ها به فنوتیپ‌های حد واسط معروفند و تحلیل آن‌ها می‌تواند برای پروژهش‌های کاربردی روی زیست‌نشانگرها حائز اهمیت باشد.
یک مسئله اساسی مورد بحث دربارهٔ مطالعات همباشی سراسرژنوم این بوده‌است که اکثر تنوع‌های چندریختی که توسط این مطالعات کشف شده‌اند تنها با مقداری کمی از ریسک بیماری (یا صفت)، همبسته هستند و به میزان کمی در پیش‌بینی‌ها مؤثرند. میانهٔ نسبت شانس به ازای هر اسنیپ مستعد ۱٫۳۳ است که تنها تعدادی از نسبت‌های شانس بیش‌تر از ۰٫۳ هستند. این مقادیر برای کشف تفاوت‌های معنی‌دار کم به نظر می‌رسد زیرا میزن زیادی از تنوّع موروثی را توضیح نمی‌دهد. این تنوّع موروثی از تحقیقات موروثی روی دوقلوهای همسان به دست می‌آید. به عنوان مثال مشخص شده‌است که ۸۰–۹۰٪ قد ارثی است، اما از این ۸۰–۹۰٪، مطالعات همبستگی تنها اقلیتی را گزارش می‌کند.